# O selicha Weihnachtszeit

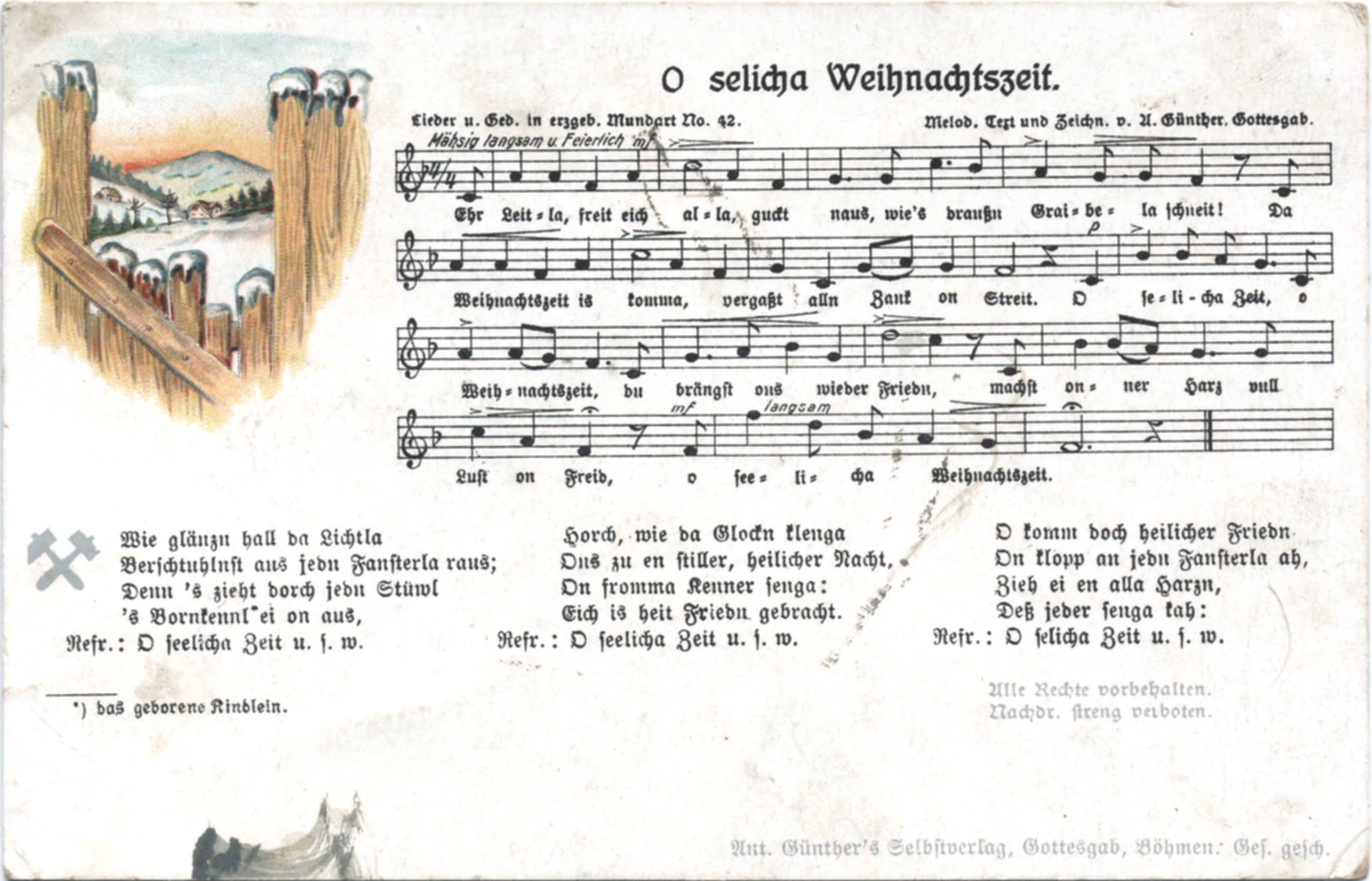
O selicha Weihnachtszeit, Liedpostkarte Nr. 42, Anton Günthers Selbstverlag 1907

O selicha Weihnachtszeit (auch: O selige Weihnachtszeit) ist neben dem Heiligobndlied das bekannteste Weihnachtslied des Erzgebirges. Das 1907 erstveröffentlichte Volkslied stammt aus der Feder des beliebten Volksdichters Anton Günther.
Das Lied ist als 42. Liedpostkarte von Anton Günther erschienen. Es wurde bis heute auch mehrfach gecovert und neuinterpretiert, unter anderem von den Crottendorfer Spatzen und Gitta Walther.

## Text
O selicha Weihnachtszeit (erzgebirgisch)

Ehr Leitla, freit eich alla,

guckt naus, wie’s draußn Graibela schneit!

Da Weihnachtszeit is komma,

vergaßt alln Zank on Streit.

O selicha Zeit, o Weihnachtszeit,

du brängst ons wieder Friedn,

machst onner Harz vull Lust on Freid,

o seelicha Weihnachtszeit.

Wie glänzn hall da Lichtla

Verstuhlnst aus jedn Fansterla raus;

Denn ’s zieht dorch jedn Stüwl

’s Bornkennl ei on aus,

Refr. O seelicha Zeit u. s. w.

Horch, wie da Glockn klenga

Ons zu en stiller, heilicher Nacht,

On fromma Kenner senga:

Eich is heit Friedn gebracht.

Refr. O seelicha Zeit u. s. w.

O komm doch heilicher Friedn

On klopp an jedn Fansterla ah,

zieh ei en alla Harzn,

deß jeder senga kah:

Refr. O selicha Zeit u. s. w.
O selige Weihnachtszeit (standarddeutsch)

Ihr Leutchen, freut euch alle,

schaut hinaus, wie es draußen Graupeln schneit!

Die Weihnachtszeit ist gekommen,

vergesst allen Zank und Streit.

O selige Zeit, o Weihnachtszeit,

du bringst uns wieder Frieden,

machst unser Herz voll Lust und Freude,

o selige Weihnachtszeit.

Wie glänzen hell die Lichtlein

ganz verstohlen aus jedem Fensterchen,

denn es zieht durch jedes Stübchen

das geborene Kindlein ein und aus.

Refr. O selige Zeit u. s. w.

Horch, wie die Glocken klingen

uns zu einer stillen, heiligen Nacht

und fromme Kinder singen:

Euch ist heute Friede gebracht.

Refr. O selige Zeit u. s. w.

O komm doch, heiliger Friede,

und klopf an jedes Fensterchen an,

zieh ein in alle Herzen,

dass jeder singen kann:

Refr. O selige Zeit u. s. w. 